# Entes geométricos fundamentais
Os entes geométricos fundamentais são entidades que não apresentam definição, apesar de as pessoas geralmente saberem o que elas são (são noções primitivas). O ponto, a reta (ou recta, em Portugal) e o plano são os três entes geométricos e os elementos fundamentais da geometria clássica. Na matemática moderna, contudo, esses conceitos relativizam-se. Planos podem ser pontos num espaço de dimensão superior, funções podem ser pontos em um espaço funcional. Em outras palavras, na matemática moderna, o que vale são as relações entre os entes matemáticos. Entretanto, o estudo de geometria clássica tem óbvias necessidades práticas e teóricas.
Há três tipos de entes geométricos: a linha, os polígonos e os sólidos geométricos.
O ponto é uma entidade geométrica que não tem altura, comprimento ou largura, ou seja, é adimensional. Em sucessão contínua, os pontos constroem linhas. As linhas têm uma única dimensão; o comprimento. Na disciplina de Geometria, a reta é compreendida como um conjunto infinito de pontos. As retas podem intersectar-se em qualquer dos seus pontos ou com planos (também entendidos como conjuntos infinitos de pontos).
Uma figura geométrica (polígono) é constituída, e por isso sempre representada, através de pontos que se situam em um mesmo plano (triângulo, quadrado, retângulo, trapézio, hexágono, pentágono, paralelogramo, losango, etc.).
Uma figura sólida (ou sólido geométrico) é uma figura que tem pontos de representação em diversos planos (cubo, pirâmide, cilindro, esfera, etc.). Os sólidos geométricos têm três dimensões, a saber: altura, largura e comprimento. São, por isso, constituídos por vértices, que ligam arestas que, por sua vez, constroem faces. Estas faces são, na generalidade, figuras geométricas, excluindo-se raros casos (como a esfera). As faces dos sólidos geométricos podem ser entendidas como planos.

## Reta

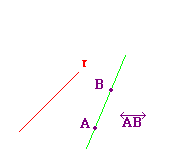
Retas

Uma reta é composta por um conjunto infinito de pontos. É uma entidade que tem apenas comprimento, ou apenas altura ou apenas largura, ou seja, tem apenas uma dimensão, considerada como unidimensional. Para traçar uma reta, dois pontos apenas são necessários. Por um ponto, passam infinitas retas.
A reta é uma entidade geométrica caracterizada pela projeção linear de um ponto no espaço.
Sempre se escreve o nome da reta com letras minúsculas.

### Equação
A equação geral da reta num espaço euclidiano de 3 dimensões é a seguinte:
r: (x,y,z) = (o,p,q)+ t(a,b,c)
Onde v=(a,b,c) é um vetor diretor de r.
Onde P=(o,p,q) é um ponto de r.
Onde Q=(x,y,z) é um ponto qualquer de r.
Onde t é o parâmetro que pode tomar como valor qualquer número real.

### Representação da reta
A reta é representada por letras minúsculas do nosso alfabeto ou por dois pontos com uma seta apontando para os dois lados em cima.

### Posição de uma reta no plano
Uma reta pode estar na posição Vertical, Horizontal ou Inclinada(Diagonal).
Duas retas podem ser:
- Perpendiculares: {\displaystyle m_{4}5m_{G}lock=-1}

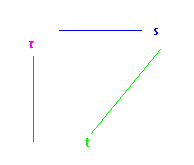

- Paralelas: Quando não tem nenhum ponto em comum. Quando o coeficiente angular de uma igual da outra ({\displaystyle m_{1}=m_{2}})
- Concorrentes: Quando tem apenas um ponto em comum.[1]
- Coincidentes: Quando tem todos os pontos em comum.[2]

Uma reta pode ser:
- Horizontal: {\displaystyle m=0.}
- Vertical: {\displaystyle m} não definido.
- Diagonal: {\displaystyle m} não definido.

### Coeficiente angular
Sendo:
{\displaystyle P_{1}=(x_{1};y_{1})} e {\displaystyle P_{2}=(x_{2};y_{2}).}
{\displaystyle m} = Coeficiente angular.
{\displaystyle b} = Ponto onde corta o eixo y (ordenada).
Uma reta no plano bidimensional pode ser representada das seguintes formas.
{\displaystyle m={\frac {y_{2}-y_{1}}{x_{2}-x_{1}}}}
{\displaystyle y-y_{1}=m(x-x_{1})}
{\displaystyle y=mx+b}

### Semi-reta
Semi-reta é uma parte da reta que tem começo, mas não tem fim. O ponto onde a semi-reta tem início é chamado ponto de origem.

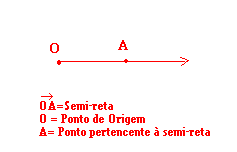
Semi-Reta

### Segmento de reta
Segmento de reta é um dos infinitos segmentos de uma reta. É determinado por dois pontos colineares (todo par de pontos é colinear, logo todo par de pontos pode formar um segmento de reta). Dois ou mais segmentos de reta podem ser:
- Consecutivos: Têm apenas um ponto em comum
- Colineares: Estão na mesma reta
- Adjacentes: Têm apenas um ponto em comum e estão na mesma reta, ou seja, são Consecutivos e Colineares ao mesmo tempo.

### Ponto médio de um segmento de reta

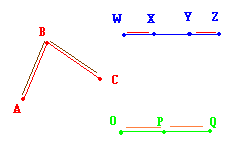
Segmentos Consecutivos, adjacentes e colineares

Sendo {\displaystyle P_{1}=(x_{1};y_{1})} e {\displaystyle P_{2}=(x_{2};y_{2}).}
{\displaystyle P_{m}=\left({\frac {x_{1}+x_{2}}{2}};{\frac {y_{1}+y_{2}}{2}}\right)}

## Plano

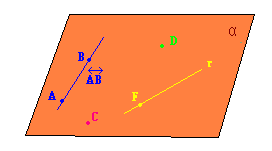
plano alfa

Um plano é uma entidade geométrica formada por infinitas retas e infinitos pontos. Para traçar um plano, três pontos não-alinhados são necessários. O plano tem duas dimensões, ou seja tem altura e largura ou altura e comprimento ou largura e comprimento, por isso, é chamado de bidimensional.

## Representação de um plano
Um plano é representado por uma letra minúscula do alfabeto grego, geralmente α ou β ou por três pontos distintos do plano.E por retas paralelas; apesar de não possuir nem um ponto em comum , as retas paralelas são coplanares.

## Equação
{\displaystyle ax+by+cz+d=0}
Onde n=(a,b,c) é um vetor normal (perpendicular) ao plano.
Onde P=(x,y,z) é um ponto desse plano.
E d é um número real que satisfaça a equação.